# Ščasťský rajón
Ščasťský rajón (ukrajinsky Щастинський район) je rajón v Luhanské oblasti na Ukrajině. Hlavním městem je Ščasťa a rajón má přibližně 81 tisíc obyvatel. 